# Bo Irvall
Bo Irvall né Bo Johnsson né le 5 septembre 1902 à Falun et mort le 29 juillet 1981 à Karlstad est un peintre, professeur de dessin et nageur suédois.

## Biographie
Bo Johnsson est engagé aux Jeux olympiques d'été de 1924 sur le 200 mètres brasse. Il ne nage que les séries. Il réalise 3 min 12 s 20 et termine troisième de sa série. Il n'est pas qualifié pour les demi-finales.
En 1938, il est diplômé de l'école d'art Konstfack de Stockholm. Il devient professeur de dessin dans des lycées de Karlstad. Il expose régulièrement, à plusieurs ou en solo dans cette ville. Il est exposé au musée du Comté de Värmland.